# Szpital Zachodniej Galilei
Szpital Zachodniej Galilei (hebr. בית החולים לגליל המערבי, Beit Cholim le-ha-Galil ma'aravi Naharijja; ang. The Western Galilee Hospital) – szpital położony w mieście Naharijja na północy Izraela. Jest to główny szpital Zachodniej Galilei.

## Historia

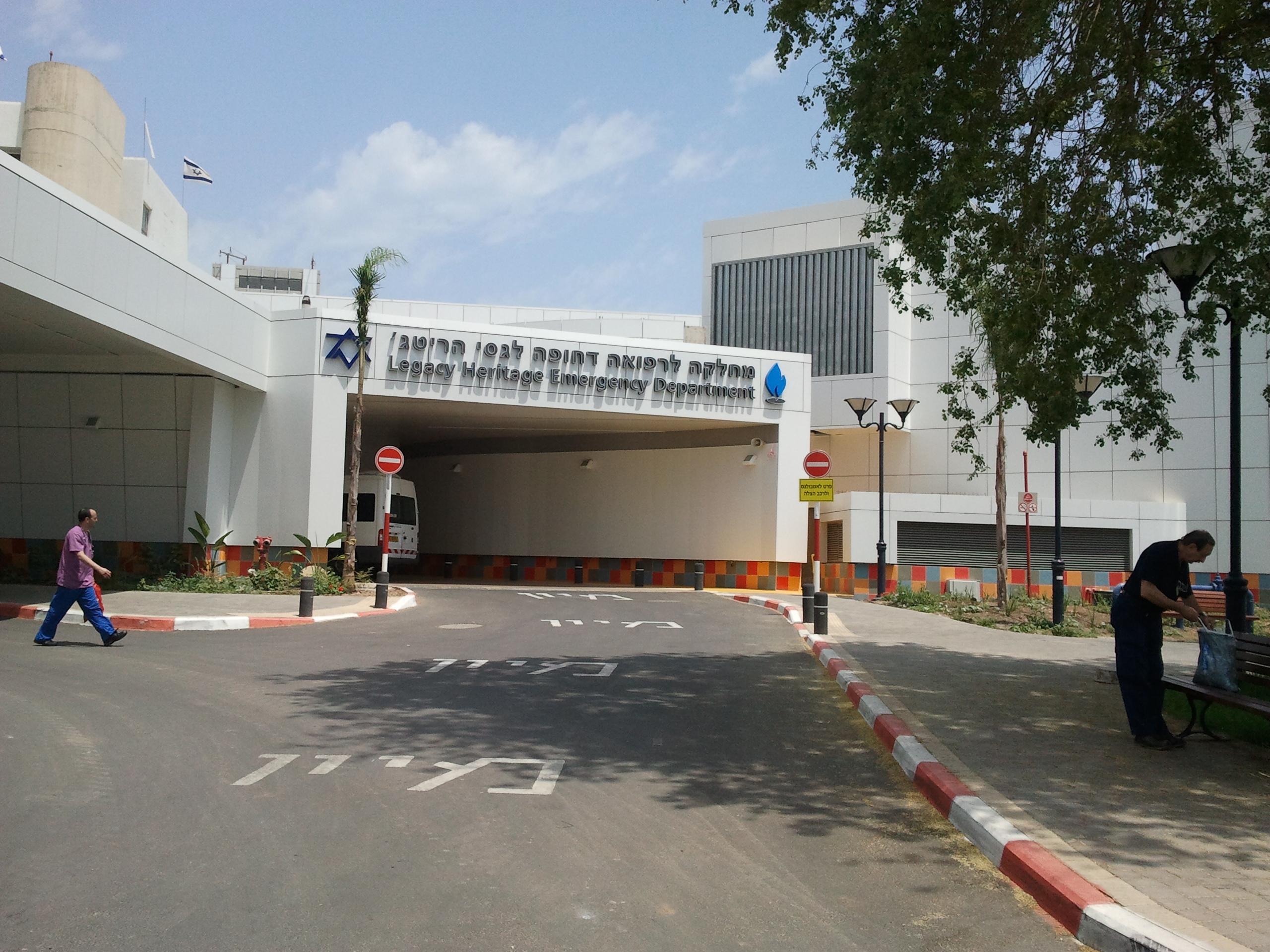
Izba przyjęć szpitala

Wraz z wybuchem w 1947 roku wojny domowej w Mandacie Palestyny miejscowość Naharijja wraz z sąsiednimi żydowskimi osadami rolniczymi zostały odcięte od pozostałej części społeczności żydowskiej w Mandacie Palestyny. Jedynymi lekarzami w całej Zachodniej Galilei byli wówczas Dr Beate Davidson Abramov (była wtedy w ciąży) i Dr Edmund Weidenfeld. W jednym z pensjonatów w Naharijji prowadzili oni gabinet położniczy. W trakcie I wojny izraelsko-arabskiej w miejscu tym powołano Wojskowy Szpital nr 3. Po wojnie Siły Obronne Izraela przekazały szpital władzom miejskim, które utrzymywały na jego miejscu lekarską izbę przyjęć.
Wraz z powstaniem w 1948 roku państwa Izrael, American Jewish Joint Distribution Committee i Agencja Żydowska zaangażowały się w niesienie pomocy żydowskim imigrantom przybywającym do Palestyny. Wielu z nich było ocalonymi z Holocaustu i wymagali specjalistycznej opieki medycznej. Obie organizacje powołały do życia Fundację Malben, której celem było organizowanie pomocy medycznej, rehabilitacja i absorpcja imigrantów. W międzyczasie, w 1952 roku Ministerstwo Zdrowia planowało zakup 10 baraków dawnych brytyjskich koszar położonych w odległości 3 km na wschód od Naharijji. Z powodu kryzysu rządowego i braku finansów plan ten został odrzucony. W 1954 roku Fundacja Malben skontaktowała się z Ministerstwem Zdrowia w celu utworzenia wspólnego szpitala, a właściwie ośrodka opieki nad imigrantami. W 1956 roku został on otworzony pod nazwą Szpital Malben (hebr. המערבי מלב"ן). W rzeczywistości było to dziewięć szwedzkich drewnianych baraków, w których umieszczano osoby stare i chore z nowo przybyłych imigrantów. W sierpniu 1957 roku szpital znalazł się w dużych trudnościach finansowych. Szukając oszczędności zamknięto oddział chirurgii i zwolniono pracowników. W tym samym roku odpowiedzialność za szpital przejęło państwo, i stopniowo do 10 czerwca 1962 roku całość instytucji przejęło Ministerstwo Zdrowia. Po rozbudowie i modernizacji szpital osiągnął pełną gotowość przed wojną sześciodniową w 1967 roku.
Ze względu na bliskość granicy z Libanem szpital wielokrotnie przyjmował ofiary ataków terrorystycznych. Wraz z wybuchem w 1982 roku wojny libańskiej szpital zaczął przyjmować rannych żołnierzy. W szpitalu wdrożono wówczas specjalną procedurę leczenia ofiar wojny, terroryzmu, ostrzału rakietowego i moździerzowego. Kwestie bezpieczeństwa postawiły przed władzami konieczność szukania zabezpieczenia szpitala przed coraz częstszymi atakami rakietowymi. Z tego powodu w 2000 roku oddano do użytku podziemny kompleks szpitalny, będący schronem dla pacjentów i personelu medycznego. Podczas II wojny libańskiej w 2006 roku szpital przyjął największą liczbę rannych (ogółem 1872 rannych cywilów i żołnierzy).

## Oddziały szpitalne
Szpital posiada następujące oddziały medyczne: onkologię, geriatrię, oddział opieki intensywnej, choroby zakaźne, neurologię, nefrologię, wewnętrzny (2 oddziały), internę (3 oddziały), psychiatrię, kardiologię i rehabilitację. Przy szpitalu znajduje się lądowisko dla helikopterów.

## Transport
Przy szpitalu przebiega droga ekspresowa nr 89, którą jadąc na zachód dojeżdża się do Naharijji, lub jadąc na wschód dojeżdża się do moszawu Ben Ammi i kibucu Kabri.